# 구양수

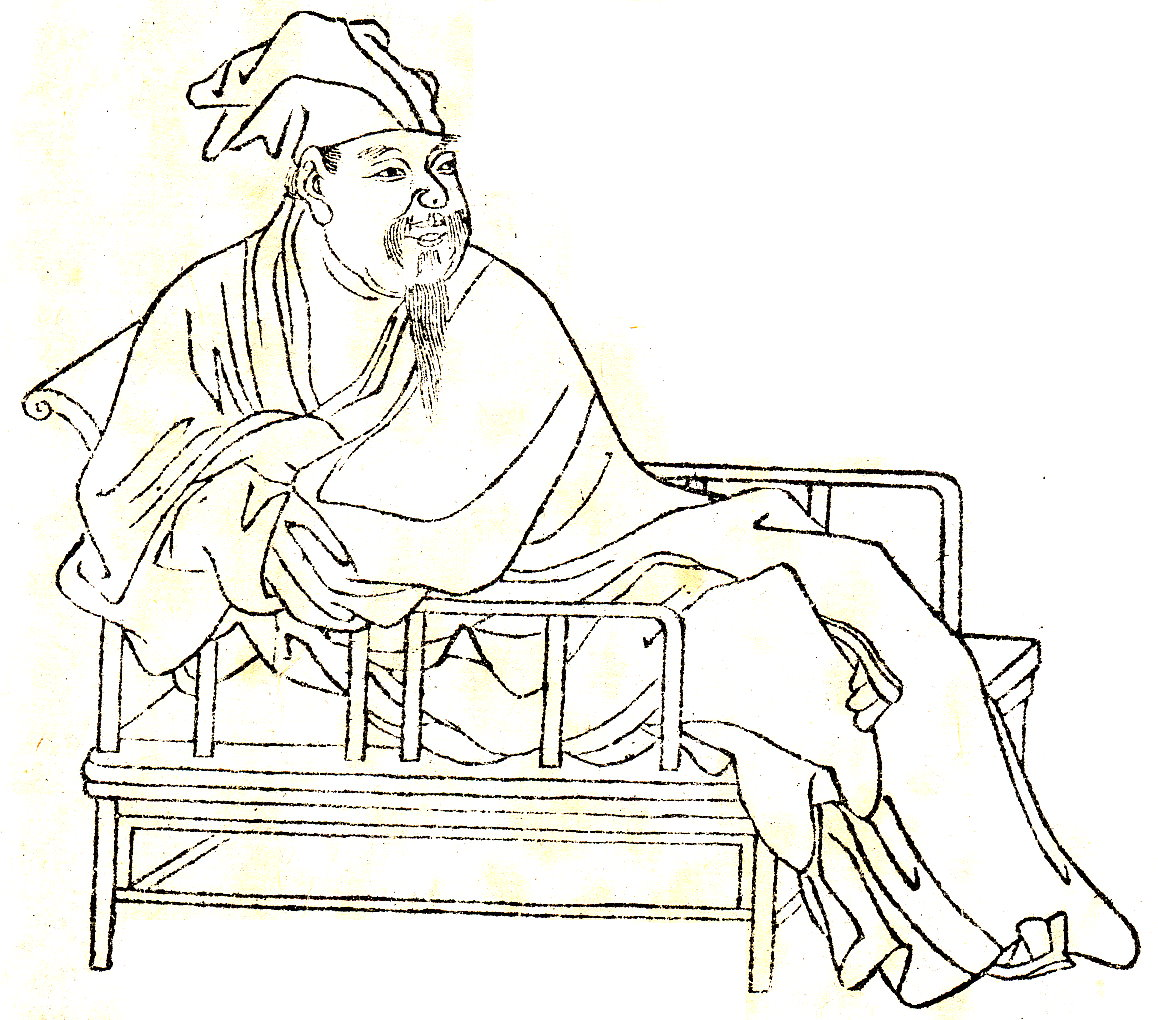
구양수

구양수(歐陽脩, 1007년 ~ 1072년)는 중국 송나라 인종 ~ 신종 때의 정치가ㆍ시인ㆍ문학자ㆍ역사학자이다. 자는 영숙(永叔)ㆍ취옹(醉翁)ㆍ육일거사(六一居士) . 시호(諡號)는 문충(文忠)이다. 당송팔대가의 한 사람이다.

## 생애
길주(吉州) 여릉(廬陵) (현재의 장시성 지안)의 가난한 가정에서 태어나 4살 때 쓰촨성 지방관이었던 부친 구양관(歐陽觀)을 여의었다. 이후 어머니를 따라 백부 구양엽(歐陽曄)이 추관(推官)으로 있는 수주(隨州, 후베이)로 가서 생활하며 빈궁한 어린 시절을 보낸다.
기울어진 가세 때문에 정규 교육에 의하지 않고 독학하였는데 어려서부터 구양수는 한유의 깊고 예리한 문장에 매력을 느껴 그를 추앙했다. 1023년 17세 때 처음으로 수주(随州)의 지방 고시에 참가하지만 그의 용운(用韻)이 관운(官韻)에 부합하지 않는다는 이유로 실패했다. 그 뒤 1028년 명사인 서언(胥偃)을 찾아가 자신의 문장을 보여주었다. 서언은 구양수의 웅대한 문장에 감탄해 그를 자신의 문하에 받아들였다. 그해 겨울 서언과 경사로 함께 가서 춘계국자감고시(春季國子監考試)에 응시한 구양수는 수석의 영광을 얻었고 가을에는 국학(國學)에 응시해 또 수석을 차지한다.
1030년(천성 (북송) 8년) 스물 세 살 때 진사에 급제하여 고관(高官)으로 출세의 길이 열려있었지만, 이런 환경에서 가꿔진 독립 사상은 그의 성품 중의 하나로 계속해 남았다. 그 후 관각교감(館閣校勘) 등을 역임하지만, 1036년(경우 3년) 개혁파 범중엄을 월권하면서까지 변호했기에 이것으로 당시 재상이었던 여이간에 의해 이능(夷陵) 현령으로 좌천되었다. 1034년에는 처자식이 죽는 아픔을 겪었으나 1043년 인종은 언로(言路)를 확장하려고 간관(諫官)을 늘리면서 구양수 등을 지간원(知諫院)으로 삼고 여정(余靖)을 우정언(右正言)으로 임명하자 같은 해 4월에 구양수는 경사(京師)로 돌아온다.
약 십년의 지방 근무 후, 중앙에 복귀해 간관에 임명된다. 범중엄 등과 경력의 개혁을 진행하다가 인종의 신임을 잃었고 1045년 (경력 5년)에는 비방(誹謗)받아 안후이성 지사로 또 한 번 좌천됐다.
몇 년 후 다시 한 번 중앙에 복귀해 한림학사 등 요직을 역임했다. 1054년 몇 년 만에 구양수를 만난 인종은 그의 노쇠한 외모와 상황을 측은히 여겨 극진히 대우하면서 이부(吏部)의 유내전(流內銓)에 임명했다. 1057년 (가후 2년) 권지례부공거(權知禮部貢擧)에 오르고 1058년에는 포증에 이어 개봉 부윤(府尹)의 임무에 종사하며, 과거를 감독해 소식을 발굴했다. 당시 구양수의 정적들은 그의 기용에 두려움을 느끼고 각종 모함과 구설수를 만들었지만, 구양수는 경사에 지속으로 머무르면서 《당서》 편찬에 참여하고 한림학사겸사관수찬[翰林學士兼史館修撰]으로 승진한다.
그 후 추밀부사(樞密副使)ㆍ참지정사(參知政事)〔부재상(副宰相)〕에 오르고 소순ㆍ왕안석 등을 등용했다. 왕안석의 신법을 전부터 지지했지만, 실제로 신법이 실시되자 역으로 청묘법을 대상으로 해 엄격한 논고를 지켜보는 등 가장 강력한 반대파의 한 사람이 되어 정계를 은퇴했다.
은퇴 다음해인 1072년(희녕 5년), 은둔 생활하면서 영주(안후이성)에서 세상을 떠났다. 구양수는 66세로 천명을 다했고 2년 후에 조정에서 시호 '문충(文忠)'을 내렸다. 문충은 그가 일생 달성한 문학과 관련된 위업의 저력을 알 수 있는 상징이다.

## 후대 문화에 끼친 영향

### 문학

#### 산문
산문에서는 한유의 예(例)를 모방하고 소위 고문 부흥 운동을 추진했다. 저주(滁州)의 자연이나 사람들의 생활을 묘사한 〈醉翁亭記(취옹정기)〉는 아주 유명한 작품 중의 하나이고 중국의 기행문 중 최고 수준의 작품으로 칭송받는다.
글쓰기에 대해 看多(간다)、做多(주다)、商量多(상량다)라는 금언을 남겼다. 이는 한국어 어순에 맞게 다독, 다작, 다상량으로 알려졌으며 (多讀, 多作, 多商量) 많이 읽고, 많이 쓰고, 많이 고치라는 의미이다.

#### 사
운문으로는 시(詩)와 사(詞)를 모두 쓰고 뽐내지 않고 재미있는 작풍이다. 시는 만당(晩唐)의 현란한 문체를 피하고 성당(盛唐)의 실질에 부합하고 강건(剛健)한 위풍(威風)을 따랐다. 사의 경우 특히 채상자(采桑子)를 위해 만들어진 사인 〈西湖好(서호호)〉 일련은 그 양식이 표준화해 사 대중화에 공헌했다.
사람들은 작가로서의 구양수를 유학과 밀접하다고 생각해서 그와 관련한 대부분을 ‘개인에 관계된 것보다는 사회에 관계된 것’에, ‘해이(解弛)한 것보다는 경직되고 긴장(緊張)된 것’에, ‘유흥성을 띤 것보다는 건설성을 띤 것’에 무게를 둔다. 틀린 것은 아니다. 구양수의 시문으로써 그를 이해한다면 맞는 말이다. 별다른 배경 없이 상식만을 가지고 구양수를 본다면, 구양수는 전혀 아쉬울 게 없는 사람처럼 보이나 옛날이나 지금이나 아쉬울 게 없는 사람은 아무도 없다. 어떤 한 사람을 제삼자의 눈으로 본다는 것은 대단히 제한된 시각일 뿐만 아니라, 지금은 아쉬울 것이 없어도 앞으로는 아쉬울 것이 있게 되는 것이 세상의 이치다. 특히 심리의 저변은 본인만이 알기에 옆에서 단정해 무어라 말할 계제(階梯)도 아닌데 구양수는 사(詞)로써 아쉬운 소리와 사람들이 보지 못한 많은 심정을 쏟아내듯이 사로써 사람들이 보지 못하는 '이면의 감정'을 상당부 노출하게 할 수 있었던 것은 당시 배경 때문이었다. 사는 작가의 마음 표현에 가장 유리한 수단이었고 구양수가 살던 시기에는 흥행에 점차 성공해 신분과 지체 고하에 관계없이 모두 애용하는 문학의 형식이었다. 아무리 구양수가 공자와 맹자를 계승하고 한유의 도통(道統)을 이은 사람이라고 해도 기녀와의 사랑에서 느끼는 세심한 희열과 비애를 사 형식을 빌려 거침없이 쓰는 것이 결격이나 비난의 사유가 되지 않았다. 당황스럽고 민망한 내용이나 표현도 적잖게 보이지만 오히려 사람으로서 자연스러운 모습이 호소력이 있다. 결국 구양수 문학 세계의 전체에 걸친 면모를 파악하려면 그의 작품을 망라해야만 하고, 사(詞)는 구양수의 문학을 대상으로 한 오해를 일소하고 환기할 형편이 바뀔 수 없을 만큼 확실한 관건이 된다.

### 역사
역사가로서 구양수는 지방 근무 중에 신오대사를 편찬하고 중앙에 복귀해 송기 등과 신당서를 편찬하였다. 이것은 당시 유명한 경학자였던 류창(劉敞)과 같이 작업해 범례를 찾게 만들어진 것으로, 춘추 학문상 색채가 강한 근엄한 스타일을 견지한 책으로서 평가됐으며, 금석문 수집을 좋아해 《集古録(집고록)》을 정리, 사료를 편찬하는 방법으로서 금석문의 활용을 확립하는 송 대의 역사 수법(특히 금석학)에 큰 영향을 주었다.

## 저서
구양수의 작품 일련은 주필대(周必大)에 의해 《歐陽文忠公全集(구양문충공전집)》으로 정리되었다.
- 구양수 사선, 홍병혜 역, 2009년, 지식을만드는지식[깨진 링크(과거 내용 찾기)] ISBN 978-89-6406-357-6

## 같이 보기
- 이십사사